# Isole Sopravento Settentrionali
Le Isole Sopravento Settentrionali costituiscono l'arcipelago più a nord delle Piccole Antille e si estendono da Porto Rico in direzione sud-est fino a Martinica.

## Nomenclatura
In molte varianti dell'inglese sono chiamate Leeward Islands, che vuol dire Isole Sottovento, perché i venti soffiano spesso da est a ovest. Gli abitanti della zona, sia anglofoni sia ispanofoni le chiamano però Isole Sopravento come quelle poste più a sud; in questo caso, il termine Isole Sottovento è riservato al gruppo di isole al largo della costa del Venezuela (che in inglese sono chiamate Leeward Antilles, "Antille sottovento").

## Lista delle isole
- Le Isole Vergini (Britanniche e Americane)
- Anguilla (Regno Unito)
- Saint-Martin (la parte settentrionale appartiene alla Francia; la parte meridionale è una nazione costitutiva del Regno dei Paesi Bassi)
- Saba (Paesi Bassi)
- Sint Eustatius (Paesi Bassi)
- Saint-Barthélemy (Francia)
- Antigua
- Barbuda
- Saint Kitts
- Nevis
- Montserrat (Regno Unito)
- Guadalupa (Francia)
- Dominica
- Aves, un'isola piccola e remota che appartiene al Venezuela può essere inclusa nell'elenco.